# رولف غراف
رولف غراف مواليد 19 أغسطس 1932 في كانتون أرجاو، سويسرا، هو دراج سويسري في صنف سباق الدراجات على الطريق. شارك في دورة الألعاب الأولمبية الصيفية.

## سباقات أو مراحل فاز بها
- طواف فرنسا
- طواف سويسرا
- طواف إيطاليا

## روابط خارجية
- رولف غراف على موقع أرشيف الدراجات (الإنجليزية)
- رولف غراف على موقع إحصائيات الدراجات الإحترافية (الإنجليزية)
- رولف غراف على موقع CycleBase (الإنجليزية)
- رولف غراف على موقع اللجنة الأولمبية الدولية (الإنجليزية)
- رولف غراف على موقع أوليمبيديا (الإنجليزية)